# Campeonato de Primera División B 1984 (Argentina)
El Campeonato de Primera División B 1984 fue la quincuagésima primera temporada de la categoría, que era la segunda división del fútbol argentino. Esta temporada marcó la incorporación del Racing Club al torneo, siendo el segundo equipo de los considerados grandes en descender de la Primera División.
El certamen consagró campeón por primera vez en su historia a Español, tras vencer a su escolta Defensores de Belgrano por 3 a 1 faltando 5 fechas para el cierre, y ascendió a Primera División. Además, el Torneo Reducido otorgó el segundo ascenso a su ganador, Gimnasia y Esgrima La Plata, tras vencer en la final por 4 a 2 en el segundo partido y en el global por 7 a 3 a Racing, siendo la primera y única vez que uno de los cinco grandes permanece más de una temporada en el ascenso tras haber descendido.

## Formato

### Competición
Se disputó un torneo de 42 fechas dividido en dos zonas donde, en cada una de ellas, se disputaban partidos todos contra todos, ida y vuelta. El equipo con más puntos totales ascendía directamente, mientras que los cuatro mejores de cada zona, excluyendo al campeón, jugaban un octogonal por el segundo ascenso (en caso de empate en goles en el octogonal pasaba el que haya conseguido mejor posición en la fase regular, excepto en la final que se iba directamente a los tiros desde el punto del penal). Descendían los dos equipos que tenían peor promedio. El promedio se calcula sumando los puntos obtenidos en la fase regular de los torneos de 1982, 1983 y 1984, y dividiendo por las temporadas que se hayan jugado. Si un equipo asciende de la Primera C a la Primera B empiezan en cero las temporadas y los puntos.

## Equipos
| Equipo                 | Ciudad               |
| ---------------------- | -------------------- |
| All Boys               | Buenos Aires         |
| Almirante Brown        | Isidro Casanova      |
| Argentino              | Rosario              |
| Arsenal                | Sarandí              |
| Banfield               | Banfield             |
| Colón                  | Santa Fe             |
| Defensores de Belgrano | Buenos Aires         |
| Deportivo Armenio      | Buenos Aires         |
| Deportivo Español      | Buenos Aires         |
| Deportivo Italiano     | Buenos Aires         |
| Deportivo Morón        | Morón                |
| El Porvenir            | Gerli                |
| Estudiantes            | Caseros              |
| Gimnasia y Esgrima     | La Plata             |
| Lanús                  | Lanús                |
| Los Andes              | Lomas de Zamora      |
| Nueva Chicago          | Buenos Aires         |
| Quilmes                | Quilmes              |
| Racing Club            | Avellaneda           |
| Sarmiento              | Junín                |
| Talleres               | Remedios de Escalada |
| Tigre                  | Victoria             |

## Tabla de posiciones

### Zona A
| Pos | Equipo                  | Pts | PJ | G  | E  | P  | GF | GC | DG  | Promedio |
| --- | ----------------------- | --- | -- | -- | -- | -- | -- | -- | --- | -------- |
| 1º  | Deportivo Español       | 67  | 42 | 30 | 7  | 5  | 73 | 30 | 43  | 47,67    |
| 2º  | Racing Club             | 51  | 42 | 18 | 15 | 9  | 57 | 37 | 20  | 51,00    |
| 3º  | Argentino (R)           | 47  | 42 | 19 | 9  | 14 | 61 | 57 | 4   | 47,00    |
| 4º  | Gimnasia y Esgrima (LP) | 46  | 42 | 18 | 10 | 14 | 64 | 53 | 11  | 42,00    |
| 5º  | Tigre                   | 44  | 42 | 15 | 14 | 13 | 54 | 45 | 9   | 43,67    |
| 6º  | Los Andes               | 44  | 42 | 14 | 16 | 12 | 61 | 60 | 1   | 44,00    |
| 7º  | Almirante Brown         | 39  | 42 | 12 | 15 | 15 | 55 | 60 | -5  | 43,67    |
| 8º  | Colón                   | 37  | 42 | 12 | 13 | 17 | 49 | 56 | -7  | 39,33    |
| 9º  | Sarmiento (J)           | 36  | 42 | 8  | 20 | 14 | 44 | 56 | -12 | 39,50    |
| 10º | Arsenal                 | 36  | 42 | 13 | 10 | 19 | 35 | 49 | -14 | 38,00    |
| 11º | Deportivo Armenio       | 23  | 42 | 5  | 13 | 24 | 28 | 65 | -37 | 35,00    |

|  |                                                 |
|  | Campeón. Ascendió a Primera División.           |
|  | Clasificado al reducido por el segundo ascenso. |
|  | Descendido a la Primera C.                      |

### Zona B
| Pos | Equipo                 | Pts | PJ | G  | E  | P  | GF | GC | DG  | Promedio |
| --- | ---------------------- | --- | -- | -- | -- | -- | -- | -- | --- | -------- |
| 1º  | Defensores de Belgrano | 55  | 42 | 24 | 7  | 11 | 58 | 36 | 22  | 45,33    |
| 2º  | Lanús                  | 49  | 42 | 19 | 11 | 12 | 67 | 48 | 19  | 43,00    |
| 3º  | Nueva Chicago          | 46  | 42 | 15 | 16 | 11 | 37 | 37 | 0   | 46,00    |
| 4º  | Deportivo Morón        | 44  | 42 | 14 | 16 | 12 | 54 | 44 | 10  | 41,00    |
| 5º  | Banfield               | 43  | 42 | 15 | 13 | 14 | 60 | 48 | 12  | 43,00    |
| 6º  | Talleres (RdE)         | 40  | 42 | 13 | 14 | 15 | 47 | 54 | -7  | 40,00    |
| 7º  | Estudiantes (BA)       | 40  | 42 | 14 | 12 | 16 | 43 | 56 | -13 | 41,00    |
| 8º  | Quilmes                | 38  | 42 | 9  | 20 | 13 | 49 | 50 | -1  | 42,00    |
| 9º  | El Porvenir            | 35  | 42 | 9  | 16 | 17 | 47 | 66 | -19 | 38,67    |
| 10º | All Boys               | 34  | 42 | 10 | 13 | 19 | 42 | 55 | -13 | 38,67    |
| 11º | Deportivo Italiano     | 30  | 42 | 7  | 16 | 19 | 40 | 63 | -23 | 40,67    |

|  |                                                 |
|  | Clasificado al reducido por el segundo ascenso. |

## Torneo octogonal

### Cuadro
|  | Cuartos de final                        | Cuartos de final                        | Cuartos de final                        |   |                        | Semifinales                          | Semifinales                          | Semifinales                          |  |  | Final                             | Final                             | Final                             |
|  | 23, 24 de noviembre y 1, 5 de diciembre | 23, 24 de noviembre y 1, 5 de diciembre | 23, 24 de noviembre y 1, 5 de diciembre |   |                        | 8 de diciembre y 15, 20 de diciembre | 8 de diciembre y 15, 20 de diciembre | 8 de diciembre y 15, 20 de diciembre |  |  | 27 de diciembre y 30 de diciembre | 27 de diciembre y 30 de diciembre | 27 de diciembre y 30 de diciembre |
|  |                                         |                                         |                                         |   |                        |                                      |                                      |                                      |  |  |                                   |                                   |                                   |
|  | Argentino (R)                           | 1                                       | 1                                       |   |                        |                                      |                                      |                                      |  |  |                                   |                                   |                                   |
|  | Gimnasia y Esgrima (LP)                 | 1                                       | 2                                       |   |                        |                                      |                                      |                                      |  |  |                                   |                                   |                                   |
|  | Gimnasia y Esgrima (LP)                 | 1                                       | 2                                       |   | Defensores de Belgrano | 2                                    | 0                                    |                                      |  |  |                                   |                                   |                                   |
|  |                                         |                                         |                                         |   | Defensores de Belgrano | 2                                    | 0                                    |                                      |  |  |                                   |                                   |                                   |
|  |                                         | Gimnasia y Esgrima (LP)                 | 2                                       | 1 |                        |                                      |                                      |                                      |  |  |                                   |                                   |                                   |
|  | Defensores de Belgrano                  | Gimnasia y Esgrima (LP)                 | 2                                       | 1 | 4                      | 0                                    |                                      |                                      |  |  |                                   |                                   |                                   |
|  | Defensores de Belgrano                  |                                         |                                         |   | 4                      | 0                                    |                                      |                                      |  |  |                                   |                                   |                                   |
|  | Tigre                                   | 1                                       | 0                                       |   |                        |                                      |                                      |                                      |  |  |                                   |                                   |                                   |
|  |                                         |                                         |                                         |   |                        |                                      |                                      |                                      |  |  | Racing Club                       | 1                                 | 2                                 |
|  |                                         |                                         | Gimnasia y Esgrima (LP)                 | 3 | 4                      |                                      |                                      |                                      |  |  |                                   |                                   |                                   |
|  | Deportivo Morón                         | 1                                       | 1                                       |   |                        |                                      |                                      |                                      |  |  |                                   |                                   |                                   |
|  | Racing Club                             | 2                                       | 0                                       |   |                        |                                      |                                      |                                      |  |  |                                   |                                   |                                   |
|  | Racing Club                             | 2                                       | 0                                       |   | Racing Club            | 2                                    | 1                                    |                                      |  |  |                                   |                                   |                                   |
|  |                                         |                                         |                                         |   | Racing Club            | 2                                    | 1                                    |                                      |  |  |                                   |                                   |                                   |
|  |                                         | Lanús                                   | 1                                       | 2 |                        |                                      |                                      |                                      |  |  |                                   |                                   |                                   |
|  | Lanús                                   | Lanús                                   | 1                                       | 2 | 3                      | 1                                    |                                      |                                      |  |  |                                   |                                   |                                   |
|  | Lanús                                   |                                         |                                         |   | 3                      | 1                                    |                                      |                                      |  |  |                                   |                                   |                                   |
|  | Nueva Chicago                           | 1                                       | 1                                       |   |                        |                                      |                                      |                                      |  |  |                                   |                                   |                                   |